# Simona Kustec
Simona Kustec (ur. 19 czerwca 1976 w Kamniku) – słoweńska polityk, politolog i nauczycielka akademicka, od 2020 do 2022 minister edukacji, nauki i sportu.

## Życiorys
W 1999 ukończyła studia politologiczne na Uniwersytecie Lublańskim. W 2005 obroniła na tej uczelni doktorat poświęcony interwencji państwa w celu przeciwdziałania dopingowi sportowemu. Zajęła się działalnością zawodową jako nauczycielka akademicka, objęła stanowisko profesora na macierzystym uniwersytecie. Specjalistka w zakresie analizy politycznej, polityki sportowej i praw człowieka, metodologii i ewaluacji polityk publicznych oraz badaniach wyborczych. Była badaczem i profesorem wizytującym na uczelniach w Chorwacji, Wielkiej Brytanii, Finlandii, Niemczech, Włoszech i Brazylii. Zasiadała w różnych gremiach naukowych i politycznych, zajmując się zwłaszcza analizą wyborów w Unii Europejskiej i przeciwdziałaniem dopingowi.
W wyborach w 2014 uzyskała mandat posłanki do Zgromadzenia Państwowego VII kadencji z listy Partii Mira Cerara. Od 2014 do 2018 kierowała klubem parlamentarnym ugrupowania (przekształconego w 2015 w Partię Nowoczesnego Centrum), objęła też funkcję jego wiceprezesa. W 2018 nie kandydowała ponownie, powracając do aktywności naukowej. 13 marca 2020 została ministrem edukacji, nauki i sportu w trzecim rządzie Janeza Janšy. Urząd ten sprawowała do czerwca 2022.

## Życie prywatne
Od 2002 do 2015 była żoną Leo Lipicera (nosiła wówczas nazwisko Kustec Lipicer), z którym ma córkę i syna.